# Cantonul Les Deux-Sorru
Cantonul Les Deux-Sorru este un canton din arondismentul Ajaccio, departamentul Corse-du-Sud, regiunea Corsica, Franța.

## Comune
| Comune   | Populație (1999) | Cod poștal | Cod INSEE |
| -------- | ---------------- | ---------- | --------- |
| Arbori   | 63               | 20160      | 2A019     |
| Balogna  | 170              | 20160      | 2A028     |
| Coggia   | 699              | 20160      | 2A090     |
| Guagno   | 139              | 20160      | 2A131     |
| Letia    | 96               | 20160      | 2A141     |
| Murzo    | 77               | 20160      | 2A174     |
| Orto     | 54               | 20125      | 2A196     |
| Poggiolo | 95               | 20125      | 2A240     |
| Renno    | 77               | 20160      | 2A258     |
| Soccia   | 121              | 20125      | 2A282     |
| Vico     | 898              | 20160      | 2A348     |